# Уткин, Григорий Васильевич
Григорий Васильевич Уткин (30 апреля 1911 — 18 октября 1995) — участник Великой Отечественной войны, полный кавалер ордена Славы.

## Биография
Родился 17 (30) апреля 1911 года в деревне Брусово ныне Верхнеландеховского района Ивановской области в семье крестьянина. Русский. Образование неполное среднее. В 1932 году вступил в колхоз. В 1933—1935 годах проходил действительную службу в Красной Армии. После увольнения в запас, в 1936 году, окончил курсы механизаторов в городе Галич. Работал трактористом в машинно-тракторной станции в поселке Пестяки, затем в поселке Верхний Ландех.
В июне 1941 года, на второй день войны, Пестяковским райвоенкоматом был снова призван в армию. Боевой путь начал рядовым пехотинцем на территории Псковской области. В бою под городом Новоржевом был ранен. После госпиталя, как механизатор-тракторист, был направлен на курсы механиков-водителей танков сначала в город Дзержинск, затем еще дальше на восток — в Курган.
Вернувшись на фронт механиком-водителем танка Т-34, воевал в составе 237-й танковой бригады (31-й танковый корпус, 1-я танковая армия, 1-й Украинский фронт). Участвовал в боях за освобождение УССР, с боями прошёл марш 350 км без поломок и аварий.
25 — 28 января 1944 года в боях за села Волховка, Ротмистровка (Смеловский район Черкасской области УССР), Зозовка (Липовецкий район Винницкой области УССР) сержант Уткин гусеницами своего танка уничтожил орудие, миномёт, два пулемёта, автомашину, 5 землянок и блиндажей. Когда танк был подбит, принял меры по его спасению: под огнем противника тушил своим огнетушителем, затем огнетушителем, взятым с соседнего танка. В одном из следующих боев, под городом Тернополь был тяжело ранен.
Приказом командира 31-го танкового корпуса 8 февраля 1944 года (№ 2/н) сержант Уткин Григорий Васильевич награждён орденом Славы 3-й степени.
Из-за ранения награду не получил. После госпиталя по состоянию здоровья был отчислен из танковых частей. Службу продолжил в составе 5-го воздушно-десантного стрелкового полка (2-я гвардейская воздушно-десантная дивизия). Был назначен помощником командира стрелкового взвода.
1 июля 1944 года в бою за высоту 1 км западнее города Косов сержант Уткин со своим отделением, выполняя приказ, внезапным стремительным броском пробил коридор через оборону противника к стрелковой роте, попавшей в окружение. В этом бою лично уничтожил 10 венгерских солдат.
Приказом командира 2-й гвардейской воздушно-десантной дивизии от 18 июля 1944 года (№ 81/н) гвардии старший сержант Уткин Григорий Васильевич награждён орденом Славы 3-й степени повторно (сведений о предыдущем награждении не было).
Эту награду солдат также не успел получить (31 июля был ранен в лицо, после госпиталя в свою часть не вернулся). Осенью 1944 года уже воевал в составе 95-го гвардейского артиллерийского полка (44-я гвардейская стрелковая дивизия, 65-я армия, 2-й Белорусский фронт) орудийным номером 76-мм пушки. Летом-осенью 1944 года участвовал в Люблин-Брестской операции, форсировании Западный Буг, а в начале сентября форсировании реки Нарев и захвате плацдарм в районе города Сероцк. В 1945 году принимал участие в Млавско-Эльбингской и Восточно-Померанской стратегической операциях.
16 января 1945 года в боях за город Насельск (Мазовецкое воеводство, Польша) гвардии старший сержант Уткин быстро и четко выполнял свои обязанности, огнем орудия было отбито две контратаки, уничтожено до 15 гитлеровцев. В наступательных боях с 19 по 25 января 1945 года под огнем противника обеспечил бесперебойное ведение огня своего орудия. В результате нашим огнем была подавлена 75-мм артиллерийская батарея, уничтожены станковый пулемет с расчетом, три ручных пулемета и до 30 солдат противника, чем был обеспечено продвижение наших подразделений и занятие населенных пунктов Лисянек, Дворске и железнодорожной станции Мазево.
Приказом командира 44-й гвардейской стрелковой дивизии от 12 февраля 1945 года (№ 173/н) гвардии старший сержант Уткин Григорий Васильевич награждён орденом Славы 3-й степени в третий раз.
В сентябре 1945 года гвардии сержант Уткин был демобилизован. Вернулся на родину. Работал на той же машинно-тракторной станции трактористом, затем бригадиром тракторной бригады.
Так как за годы войны из-за ранений сменил несколько воинских частей, сведения о награждении затерялись и солдат пришёл домой с одним орденом Славы. Только через 48 лет после Победы справедливость была восстановлена.
Приказом Министра обороны Российской Федерации от 7 мая 1993 года (№ 101) Уткин Григорий Васильевич был перенагражден орденами Славы 2-й и 1-й степеней. В начале августа того же года ветерану в торжественной обстановке были вручены заслуженные награды — ордена Славы 2-й и 1-й степеней.
Жил в деревне Брусово Верхнеландеховского района Ивановской области. Скончался 18 октября 1995 года. Похоронен на сельском кладбище в селе Кромы .

## Награды
- Орден Славы I степени (7 мая 1993 — № 2184)[2];
- Орден Славы II степени (7 мая 1993 — № 43940)[3];
- 3 ордена Славы III степени (8 февраля 1944 — № 284315, 18 июля 1944, 12 февраля 1945)[4][5][6];
- Орден Отечественной войны I степени (11 марта 1985)[7];
- Медаль «За отвагу»;
- также ряд прочих наград.